# Mesaj din spațiu
Mesaj din spațiu (The Arrival) este un film SF din 1996 regizat de David Twohy. A avut o continuare, A doua invazie, în 1998.

## Prezentare
Astrofizicianul Zane Ziminski (Charlie Sheen) descoperă un semnal ce pare a avea origine extraterestră. Curând se pomenește în mijlocul unei conspirații care-i va da viața peste cap.
Acesta descoperă că extratereștrii au construit mai multe facilități de terraformare pe Pământ, deghizate ca centrale electrice, cauzând încălzirea globală prin pomparea gazelor cu efect de seră în atmosferă. Ei intenționează să modifice Pământul pentru a se potrivi propriilor nevoi ecologice.   

## Distribuție
- Charlie Sheen este Zane Zaminski
- Lindsay Crouse este Ilana Green
- Richard Schiff este Calvin
- Ron Silver este Phil Gordian / Paznicul mexican
- Teri Polo este Char
- Tony T. Johnson este Kiki